# 월터 L. 샤프
월터 L. 샤프(Walter L. Sharp, 1952년 ~ )는 전 미합중국 육군 대장으로써, 2008년 6월 3일부터 2011년 7월 14일까지 유엔군사령부, 한미연합군사령부, 그리고 주한미군사령부의 사령관을 지냈다. 1974년 미 육군사관학교를 통해 기갑 소위로 임관하였다.